# Bố Thị Xuân Linh
Bố Thị Xuân Linh (sinh ngày 1 tháng 3 năm 1970) là một nữ chính trị gia người Việt Nam, dân tộc Chăm. Bà hiện là đại biểu quốc hội Việt Nam khóa XIV nhiệm kì 2016-2021, thuộc đoàn đại biểu quốc hội tỉnh Bình Thuận, Ủy viên Ủy ban Trung ương Mặt trận Tổ quốc Việt Nam, Chủ tịch Ủy ban Mặt trận Tổ quốc Việt Nam tỉnh Bình Thuận, Ủy viên Hội đồng Dân tộc của Quốc hội. Bà lần đầu trúng cử đại biểu Quốc hội năm 2016 ở đơn vị bầu cử số 1, tỉnh Bình Thuận gồm các huyện Tuy Phong, Bắc Bình, Phú Quý.

## Xuất thân
Bố Thị Xuân Linh sinh ngày 1 tháng 3 năm 1970 quê quán ở xã Phan Hiệp, huyện Bắc Bình, tỉnh Bình Thuận. 
Bà hiện cư trú ở số 33/10, đường Trần Phú, phường Lạc Đạo, thành phố Phan Thiết, tỉnh Bình Thuận.

## Giáo dục
- Giáo dục phổ thông: 12/12
- Cử nhân Chính trị học chuyên ngành Công tác tư tưởng
- Cao cấp lí luận chính trị

## Sự nghiệp
Bà gia nhập Đảng Cộng sản Việt Nam vào ngày 27/7/1999.
Khi lần đầu ứng cử đại biểu Quốc hội Việt Nam khóa XIV vào tháng 5 năm 2016 bà đang là Ủy viên Thường vụ Tỉnh ủy, Bí thư Đảng đoàn, Chủ tịch Ủy ban Mặt trận Tổ quốc Việt Nam tỉnh Bình Thuận, làm việc ở Ủy ban Mặt trận Tổ quốc Việt Nam tỉnh Bình Thuận.
Bà đã trúng cử đại biểu quốc hội năm 2016 ở đơn vị bầu cử số 1, tỉnh Bình Thuận gồm các huyện Tuy Phong, Bắc Bình, Phú Quý, được 142.549 phiếu, đạt tỷ lệ 61,75% số phiếu hợp lệ.
Bà hiện là Ủy viên Ủy ban Trung ương Mặt trận Tổ quốc Việt Nam, Ủy viên Ban Thường vụ Tỉnh ủy, Chủ tịch Ủy ban Mặt trận Tổ quốc Việt Nam tỉnh Bình Thuận, Ủy viên Hội đồng Dân tộc của Quốc hội.
Bà đang làm việc ở Ủy ban Mặt trận Tổ quốc Việt Nam tỉnh Bình Thuận.